# Парк выживших
Парк выживших (пол. Park Ocalałych) — мемориальный парк в Лодзи, посвящённый польским евреям, выжившим в Лодзинском гетто. Сооружён по проекту архитектора Гражины Ойжиньской. О создании парка на части бывшей территории гетто было объявлено 30 августа 2004 года, в 60-ю годовщину его ликвидации, в 2005 году начались работы по расчистке территории, в 2009 году парк был открыт.
Лодзинское гетто существовало в 1940—1944 гг., численность его населения достигала 200 тысяч человек, из которых уцелело, по разным подсчётам, от 7 до 13 тысяч.
Инициатива создания парка принадлежала Халине Эльчевской, урождённой Гольдблюм (1919—2013), узнице Лодзинского гетто, потерявшей в ходе его ликвидации родителей, мужа и сестру Инку. Эльчевская посадила первое дерево парка. Вслед за ней это сделали ещё 417 выживших узников гетто, так что каждое дерево носит имя одного из них. К 2019 году в парке росло уже 640 деревьев. Памятные таблички со всеми этими именами расположены вдоль аллеи, которой присвоено имя писателя Арнольда Мостовича, мужа ещё одной сестры Эльчевской, Ядвиги. Среди деревьев имеются дубы, клёны, липы, березы, грабы, буки, сосны, ели и лиственницы.
Аллея соединяет друг с другом два главных памятника парка. На одном её конце расположен Памятник полякам, спасающим евреев (2009, скульптор Чеслав Белецкий), с выбитым на нём списком польских Праведников народов мира; созданный по инициативе президента Лодзи Ежи Кропивницкого, памятник соединяет два национальных символа — звезду Давида и польского белого орла. На другом конце аллеи находится мемориальный курган, на вершине которого поставлен памятник праведнику мира Яну Карскому (скульптор Кароль Бадына). Кроме того, на территории парка с 2014 года находится здание Центра диалога имени Марека Эдельмана — муниципального учреждения, в задачи которого входит популяризация многонациональной культурной истории Лодзи и, в первую очередь, вклада еврейского народа в историю города.